# Ígor Shalímov
Ígor Mijáilovich Shalímov (en ruso: Игорь Михайлович Шалимов; Moscú, Unión Soviética, actual Rusia, 2 de febrero de 1969) es un exfutbolista y entrenador ruso. Jugó de mediocampista. Actualmente es el entrenador del FC Ural.

## Trayectoria
Comenzó su carrera futbolística en el club más representativo de su ciudad, el Spartak de Moscú, con el que ganó dos ligas soviéticas y una Copa de la Federación Soviética.[cita requerida]
En 1991 fue adquirido por el Foggia italiano. Tras disputar una buena temporada en el club apuliano, fichó con el Inter de Milán; sin embargo sus actuaciones no fueron las esperadas por los dirigentes nerazzurri, así que fue cedido a los alemanes del Duisburgo.[cita requerida]
Luego jugó en Suiza, en el Lugano, y pasó por varios equipos italianos: Udinese, Bologna y Napoli. En 1999 fue suspendido por dos años tras haber dado positivo por nandrolona.

## Selección nacional
Con la selección de la Unión Soviética ganó la Eurocopa Sub-21 en 1990. Militó en la selección absoluta hasta 1991, año de la disintegración de la URSS, con 20 presencias y 2 goles, compietiendo en el Mundial de Italia 1990.[cita requerida]
Luego se incorporó a la provisional selección de la CEI (4 partidos), con la que participó en la Eurocopa Suecia 1992, y a la rusa (23 presencias y 3 goles), de los jugadores clave que se negó a jugar por entonces entrenador Pavel Sadyrin en la Copa Mundial de la FIFA 1994 , dos años después compitió en la Eurocopa Inglaterra 1996.[cita requerida]

### Participaciones en Copas del Mundo
| Mundial                        | Sede   | Resultado    |
| ------------------------------ | ------ | ------------ |
| Copa Mundial de Fútbol de 1990 | Italia | Primera fase |

### Participaciones en Eurocopas
| Eurocopa      | Sede       | Resultado    |
| ------------- | ---------- | ------------ |
| Eurocopa 1992 | Suecia     | Primera fase |
| Eurocopa 1996 | Inglaterra | Primera fase |

## Clubes
| Club                | País            | Año         |
| ------------------- | --------------- | ----------- |
| FC Spartak de Moscú | Unión Soviética | 1986 - 1991 |
| Foggia Calcio       | Italia          | 1991 - 1992 |
| FC Inter de Milán   | Italia          | 1992 - 1994 |
| MSV Duisburgo       | Alemania        | 1994 - 1995 |
| FC Lugano           | Suiza           | 1995        |
| Udinese Calcio      | Italia          | 1995 - 1996 |
| Bolonia FC          | Italia          | 1996 - 1997 |
| SSC Napoli          | Italia          | 1998 - 1999 |

## Palmarés

### Campeonatos nacionales
| Título                          | Club                | País            | Año  |
| ------------------------------- | ------------------- | --------------- | ---- |
| Vysshaja Liga                   | FC Spartak de Moscú | Unión Soviética | 1987 |
| Copa de la Federación Soviética | FC Spartak de Moscú | Unión Soviética | 1987 |
| Vysshaja Liga                   | FC Spartak de Moscú | Unión Soviética | 1989 |

### Copas internacionales
| Título          | Club              | País   | Año         |
| --------------- | ----------------- | ------ | ----------- |
| Copa de la UEFA | FC Inter de Milán | Italia | 1993 - 1994 |